# AEW WrestleDream
AEW WrestleDream – cykl corocznych gal profesjonalnego wrestlingu produkowanych przez federację All Elite Wrestling i nadawanych na żywo w systemie pay-per-view. Ustanowiona w 2023 roku, odbywa się co roku w październiku, jako pokaz upamiętniający założyciela New Japan Pro-Wrestling (NJPW), Antonio Inokiego; AEW i NJPW współpracują od początku 2021 roku. Nazwa wydarzenia nawiązuje do Inokiego, którego prezes i dyrektor generalny AEW, Tony Khan, nazwał „największym marzycielem wrestlingu”.

## Historia
1 października 2022 roku (30 września czasu wschodniego) zmarł Antonio Inoki, założyciel japońskiej promocji wrestlingu New Japan Pro-Wrestling (NJPW). Przed jego śmiercią amerykańska organizacja All Elite Wrestling (AEW) rozpoczęła roboczą współpracę z NJPW na początku 2021 roku. Zaowocowało to corocznym, wspólnie promowanym wydarzeniem AEW x NJPW: Forbidden Door, które po raz pierwszy odbyło się w czerwcu 2022 roku.
W kwietniu 2023 roku AEW złożyło wniosek o rejestrację znaku towarowego „AEW WrestleDream”. Podczas medialnego scrumu All In 27 sierpnia prezes AEW Tony Khan oficjalnie ogłosił, że AEW zorganizuje wydarzenie pay-per-view (PPV) zatytułowane WrestleDream, które odbędzie się na cześć Inokiego, osoby, którą Khan podziwiał w branży wrestlingu zawodowego. Inauguracyjna gala WrestleDream odbyła się 1 października 2023 roku – w pierwszą rocznicę śmierci Inokiego – w Climate Pledge Arena w Seattle w stanie Waszyngton i było to pierwsze PPV AEW, które odbyło się w stanie Waszyngton. Nazwa wydarzenia była nawiązaniem do Inokiego, którego Khan nazwał „największym marzycielem wrestlingu”. 11 kwietnia 2024 roku AEW ogłosiło, że drugie WrestleDream odbędzie się 12 października 2024 roku w Tacoma Dome w Tacoma w stanie Waszyngton, ustanawiając w ten sposób WrestleDream jako coroczne wydarzenie PPV.

## Lista gal
| Gala                | Data                      | Lokalizacja         | Arena                | Walka wieczoru                                                                         | Przypis |
| ------------------- | ------------------------- | ------------------- | -------------------- | -------------------------------------------------------------------------------------- | ------- |
| WrestleDream (2023) | 1 października 2023       | Seattle, Waszyngton | Climate Pledge Arena | Christian Cage (c) vs. Darby Allin Two out of three falls match o AEW TNT Championship | [ 9 ]   |
| WrestleDream (2024) | 12 października 2024(dts) | Tacoma, Waszyngton  | Tacoma Dome          | Bryan Danielson (c) vs. Jon Moxley Singles match o AEW World Championship              | [ 10 ]  |